# Louis E. Denfeld
Louis Emil Denfeld, född 13 april 1891 i Westborough, Massachusetts, död 28 mars 1972 på samma plats, var en amerikansk sjöofficer (4-stjärnig amiral) i USA:s flotta. 
Denfeld var Chief of Naval Operations, den högsta yrkesmilitära befattningen inom flottan och därmed ledamot av Joint Chiefs of Staff, från 15 december 1947 till 1 november 1949. 
Denfeld tvingades avgå på grund av den försvarspolitiska kontroversen "amiralernas revolt".

## Biografi
Efter examen från United States Naval Academy 1912 tjänstgjorde Denfeld både ombord på jagare och, och efter första världskriget, även på ubåtar. Därtill en mängd stabsbefattningar på land.
Under merparten av andra världskriget, från januari 1942 till mars 1945, var Denfeld konteramiral och biträdande chef för Bureau of Naval Personnel i Washington D.C. Från mars 1945 förde han befäl över Battleship Division 9, med slagskeppet USS Wisconsin (BB-64) som flaggskepp, som deltog i slaget om Okinawa samt bombardemang av Japanska fastlandet.
Efter Japanska kapitulationen, återvände Denfeld till Washington, D.C. som chef för Bureau of Naval Personnel med viceamirals grad och ledde efterkrigstidens demobiliseringsprogram. Denfeld utsågs till 4-stjärnig amiral och befälhavare för United States Pacific Command & United States Pacific Fleet i februari 1947. Den 15 december samma år tillträdde Denfeld som Chief of Naval Operations.
Denfeld tvingades avgå på grund av den försvarspolitiska kontroversen "amiralernas revolt" som bottnade i djup rivalitet med USA:s flygvapen.